# ورق صحي
الورق الصحي يشمل الأوراق المستخدمة في ورق التواليت، والفوط الصحية، ومناديل الوجه، والمناشف الورقية، والمناديل وبعض الحفاضات التي تستخدم لمرة واحدة تمت معالجة الورق ليصبح ناعمًا وذو قدرة على الامتصاص.
بلغ الإنتاج العالمي لهذه الفئة 30.9 مليون طن في عام 2013، حيث ارتفع بشكل مطرد منذ عام 1993، وتضاعف إجمالي إنتاج هذه المنتجات بين عامي 1993 و2013 يتوزع الإنتاج بشكل غير متساوٍ في جميع أنحاء العالم، حيث تنتج الأمريكتان حوالي 40%، وآسيا 31%، وأوروبا 27%، ولكن أفريقيا وأوقيانوسيا تنتجان 1% فقط لكل منهما، ومن بين الدول الرائدة، تنتج الولايات المتحدة 20%، والصين 13%، واليابان 5%، وإيطاليا 4%. بلغت الصادرات العالمية في عام 2013 نحو 2.4 مليون طن و3.5 مليار دولار أميركي من حيث القيمة، وكانت أوروبا المصدر الرئيسي (64%) والمستورد الرئيسي (58%).